# Боровате (Ленінградська область)
Боровате (рос. Бороватое) — присілок Бокситогорського району Ленінградської області Росії. Входить до складу Борського сільського поселення.
Населення — 0 осіб (2012 рік).

## Населення
| 2007 | 2010 | 2013 | 2014 | 2017 |
| ---- | ---- | ---- | ---- | ---- |
| 1    | ↗3   | ↘1   | →1   | ↗4   |